# 2097 Galle
2097 Galle је астероид главног астероидног појаса чија средња удаљеност од Сунца износи 3,126 астрономских јединица (АЈ).
Апсолутна магнитуда астероида је 11,9.